# Raphia illarioni
Raphia illarioni là một loài bướm đêm trong họ Noctuidae.